# Порторико на Светском првенству у атлетици у дворани 2016.
Порторико је учествовао на 16. Светском првенству у атлетици у дворани 2016. одржаном у Портланду од 17. до 20. марта  тринаести пут. Репрезентацију Порторика представљала је 1 атлетичарка која се такмичила у трци на 400 метара.,
На овом првенству такмичарка Порторико није освојила ниједну медаљу нити је остварила неки резултат.

## Учесници
Жене:
- Грејс Клакстон — 400 м

## Резултати

### Жене
| Атлетичарка    | Дисциплина | Лични рекорд | Квалификације | Квалификације | Полуфинале | Полуфинале | Финале               | Финале       | Детаљи |
| Атлетичарка    | Дисциплина | Лични рекорд | Резултат      | Место         | Резултат   | Место      | Резултат             | Место        | Детаљи |
| -------------- | ---------- | ------------ | ------------- | ------------- | ---------- | ---------- | -------------------- | ------------ | ------ |
| Грејс Клакстон | 400 м      | 52,89        | 53,97кв       | 3. у гр. 2    | 53,67      | 5. у гр. 2 | Није се квалификовао | 11 / 29 (31) |        |